# Временное русское управление в Болгарии
Временное русское управление в Болгарии (болг. Временно руско управление в България) — период, в который территория Болгарии, занятая русской армией во время Русско-турецкой войны 1877—1878 годов, управлялась русской администрацией. Эта администрация была создана в самом начале войны, в апреле 1877 года. Берлинский трактат предусматривал прекращение деятельности Временного управления с момента создания Княжества Болгарии и Восточной Румелии, в связи с чем оно было упразднено в 1879 году: 19 мая в Восточной Румелии, а 25 июня - в Княжестве Болгария. Основными целями Временного русского управления были налаживание мирной жизни и подготовка к возрождению болгарского государства.

## Организация и деятельность

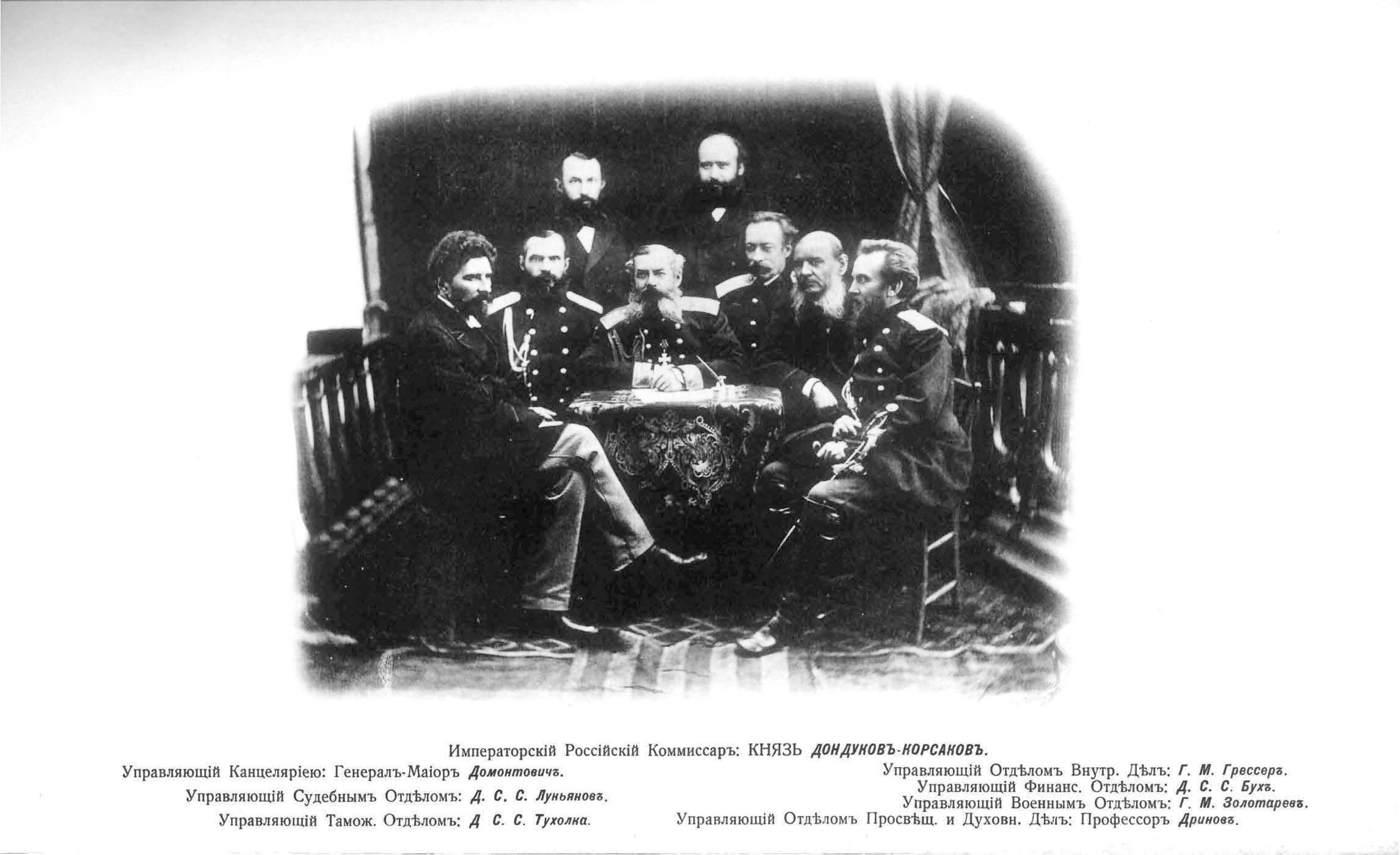
Члены Временного русского управления:
А. М. Дондуков-Корсаков, М. А. Домонтович, М. С. Дринов, С. И. Лукьянов, Л. Ф. Тухолка, П. А. Грессер, В. Г. Золотарёв, К. А. Бух

Временное русское управление возглавлял первоначально императорский комиссар князь В.А. Черкасский, в качестве начальника «Первой канцелярии гражданского управления освобожденными задунайскими землями». После его смерти в марте 1878 года во главе управления встал князь А.М. Дондуков-Корсаков. С 20 мая по 10 октября 1878 г., резиденция комиссара находилась в Пловдиве, а затем была перенесена в Софию.
Руководство Гражданской администрацией осуществлялось канцелярией императорского комиссара и созданным в 1878 году Советом по управлению областями. Кроме русских офицеров и чиновников, туда вошли и многие болгары, среди которых были Драган Цанков, Петко Каравелов, Стефан Стамболов, Димитр Греков, Димитр Петков, Тодор Икономов, Константин Стоилов. Русская администрация старалась подготовить как можно больше кадров для создания государственного механизма будущих болгарских государств. Так, уже изначально семь губерний возглавили русские и лишь одну — болгарин, но вице-губернаторами болгары стали в шести губерниях. На местах создавалась система государственного управления: в уездах образовывались выборные административные советы и судебные комитеты, в селах — советы старейшин. Был составлен проект Конституции. Велась подготовка к выборам в Учредительное собрание.
Весной-летом 1878 г. болгарское ополчение было преобразовано в регулярные военные подразделения в составе Земского войска.
Многие молодые болгары были отправлены в российские военные училища, а наиболее способные — и в военные академии. Спустя короткое время в Болгарии появилось и своё военное училище. Для ускорения формирования и обучения новой армии решено из состава Дунайской армии выделялись русские офицеры и инструкторы из нижних чинов. Поощрялось военное обучение сельского населения при русских частях и болгарских дружинах всеми чинами Русской армии. Такими мерами формировался мобилизационный запас для Болгарской армии. Русская армия также выделила значительное количество материальной части для снаряжения болгарской армии. Также активно Россия содействовала созданию военно-морского флота Болгарии.
Для подготовки офицерского состава осуществлялась как направлением способных молодых болгар в российские военные училища, так и во вновь созданном Военном училище в Софии.

## Оккупационный долг

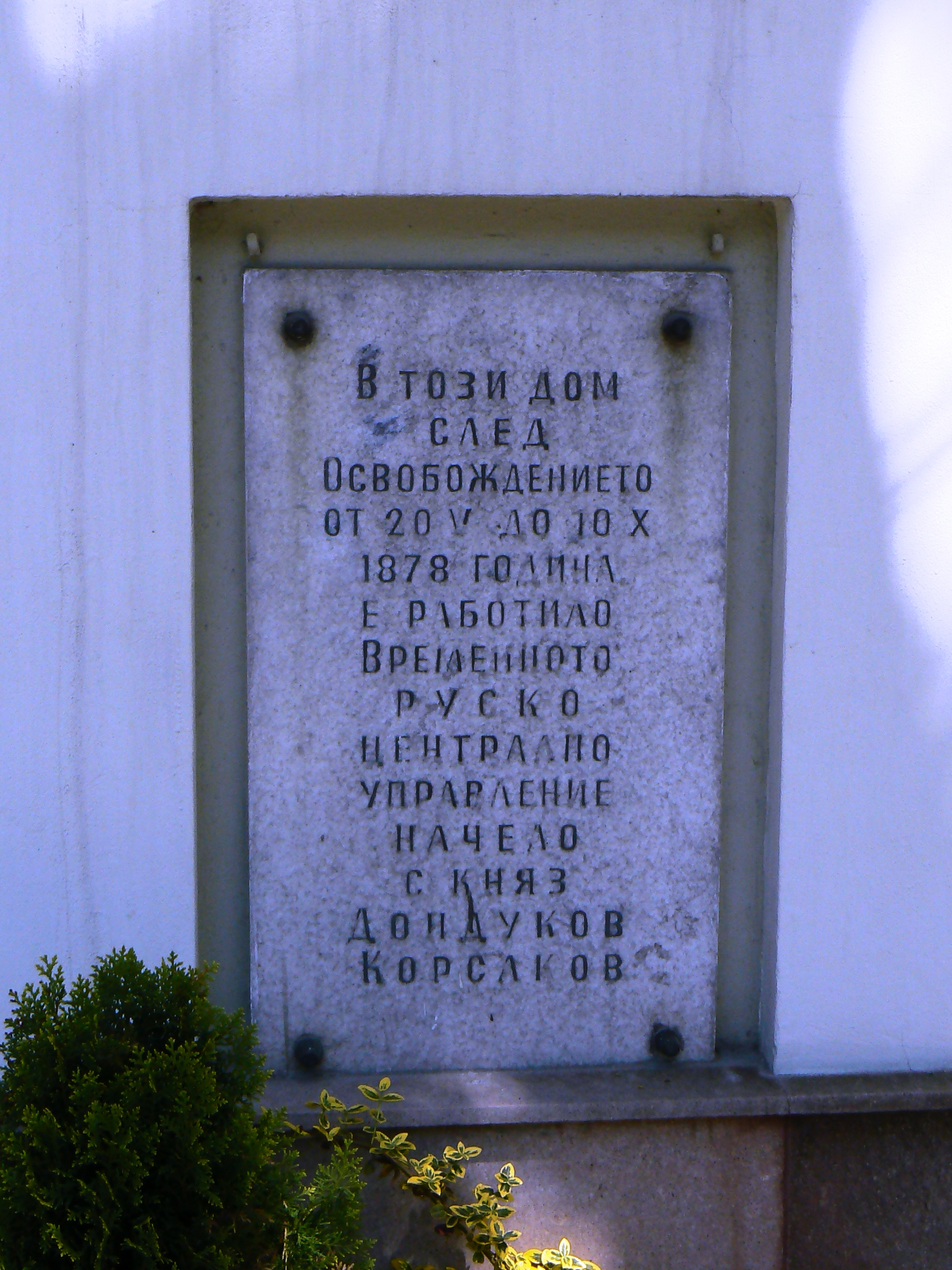
Памятная доска на здании в Пловдиве, где располагалась русская администрация

Понесённые российской казной расходы на содержание Временного русского управления должны были быть возмещены будущими Княжеством Болгарией и Восточной Румелией. Образовавшая таким образом сумма получила название «Оккупационного долга». Он выплачивался нерегулярно и окончательное его урегулирование заняло почти полвека.
Княжество Болгария обслуживало долг с 1883 до 1885 года, когда отношения между Болгарией и Россией были разорваны. В 1890-м году был направлен взнос, но регулярные выплаты возобновились только в 1896-м году. Окончательно погашен «оккупационный долг» Княжеством Болгария был в 1902-м году за счёт средств большого внешнего займа, выданного банком Париба.
Оккупационный долг Восточной Румелии перешёл к Княжеству Болгария после объединения Болгарии в 1885 году. Его выплата многократно откладывалась до 1912 года, когда Болгария и Россия договорились о плане по погашению долга. План так и не был исполнен ввиду того, что в начавшейся Первой мировой войне обе страны являлись противниками друг друга. После войны долг был списан соглашением между кабинетом Александра Стамболийского и большевистским правительством Советской России.